# Euchloe pulverata
Euchloe pulverata is een vlindersoort uit de familie van de Pieridae (witjes), onderfamilie Pierinae.
Euchloe pulverata werd in 1884 beschreven door Christoph.